# Achmed von Wartburg
Achmed von Wartburg (* 1959 in Basel als Lukas Martin von Wartburg) ist ein Schweizer Anarchist, Aktivist, Tangomusiker und -komponist («El Tigre Tanguero»), Maler und Tai-Chi-Lehrer.

## Biografie
Von Wartburg wuchs im Kanton Aargau auf. 1975 nahm er als 15-jähriger an der Besetzung des Baugeländes für das Kernkraftwerk Kaiseraugst teil. Mit 18 Jahren ging er 1978 nach Paris, um Maler zu werden. Durch Kontakte mit Arabern erlernte er die arabische Sprache, die er ab Dezember 1979 an einer islamischen Universität in Kairo studierte. Er trat zum Islam über und nahm 1980 den Vornamen Achmed an.
Im Sommer 1980 kehrte er in die Schweiz zurück und schloss sich der Jugendbewegung und der Punkszene in Zürich an. 1982 bewarb er sich als Vertreter der eigens gegründeten Partei «Das nackte Chaos» (DNS) um den Posten des Zürcher Stadtpräsidenten; im Wahlkampf zeigte er sich auch nackt und erschien so auf der Titelseite der Boulevardzeitung Blick. Zu seinen Wahlversprechen gehörten 365 Sonnentage, Palmen in Zürich und LSD im Trinkwasser. Bekannt wurde der Slogan «Nieder mit den Alpen, freie Sicht aufs Mittelmeer». Im Zürcher Kreis 5 erhielt von Wartburg 13 Prozent der Stimmen, insgesamt kam er auf 8 Prozent, das sind etwa 7000 Stimmen. Mit seiner Punkband «Verdorbene Jugend» trat er beim Münchner Oktoberfest auf und wurde wegen verbaler Gewalt zu 50 Tagen Haft verurteilt.
1985 löste sich die Band auf. Achmed von Wartburg ging nach Spanien, um dort zu malen. In Spanien begann er auch, sich für die Tangomusik zu interessieren. Er lernte, das Bandoneon zu spielen, und nannte sich «El Tigre Tanguero». Seit der zweiten Hälfte der 1990er Jahre trat er auch in Argentinien auf.